# După zece ani
După zece ani este un film românesc din 1971 regizat de Eugenia Gutu.